# Calceolispongiidae
Famille
Les Calceolispongiidae sont une famille fossile de crinoïdes de l'ordre des Ampelocrinida.

## Stratigraphie
Selon Fossilworks, les espèces des différents genres se retrouvent dans des terrains datant du Carbonifère au Permien, avec une répartition mondiale. 

## Liste des genres
Selon GBIF (24 avril 2024) :
- † Allosocrinus Strimple, 1949
- † Calceolispongia Gerth, 1936 - genre type
- † Dinocrinus Wanner, 1916
- † Jimbacrinus Teichert, 1954
- † Metacalceolispongia Webster & Jell, 1999

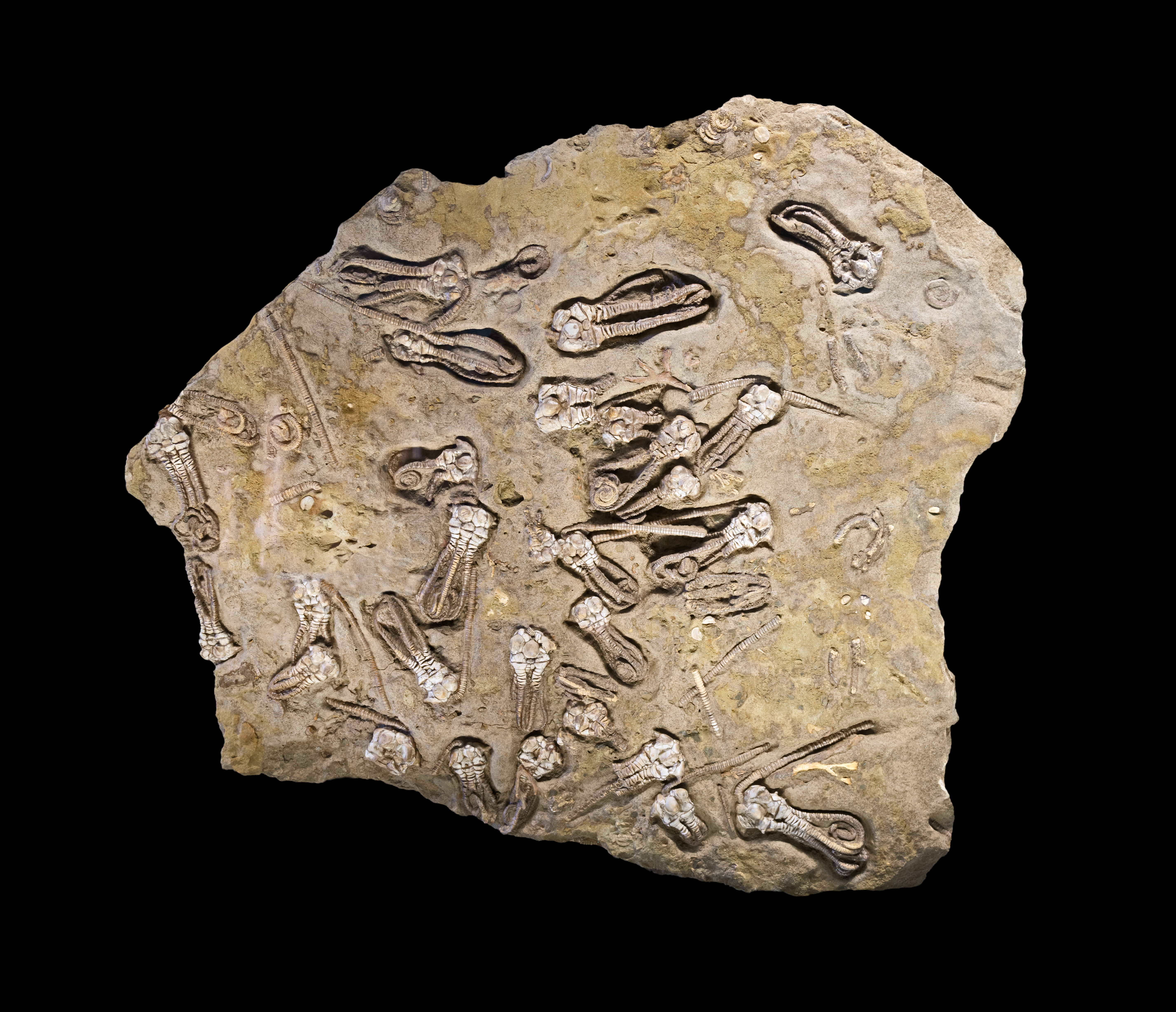
Jimbacrinus bostocki

## Classification
Le nom valide de ce taxon est †Calceolispongiidae Teichert (d), 1954.

### Publication originale
- (en) Curt Teichert, « A new Permian crinoid from western Australia », Journal of Paleontology, États-Unis, vol. 28,‎ janvier 1954, p. 70-75 (ISSN 0022-3360, e-ISSN 1937-2337, JSTOR 1300210).